# Lasiocampoidea
Spinnare (Lasiocampoidea) är en överfamilj av fjärilar. Lasiocampoidea ingår i ordningen fjärilar, klassen egentliga insekter, fylumet leddjur och riket djur. Enligt Catalogue of Life omfattar överfamiljen Lasiocampoidea 3058 arter. 
Kladogram enligt Catalogue of Life:
| Lasiocampoidea | \| \| Anthelidae \| \| \| \| \| \| ädelspinnare \| \| \| \| |
|                | \| \| Anthelidae \| \| \| \| \| \| ädelspinnare \| \| \| \| |
|                | Anthelidae                                                  |
|                |                                                             |
|                | ädelspinnare                                                |
|                |                                                             |

## Bildgalleri

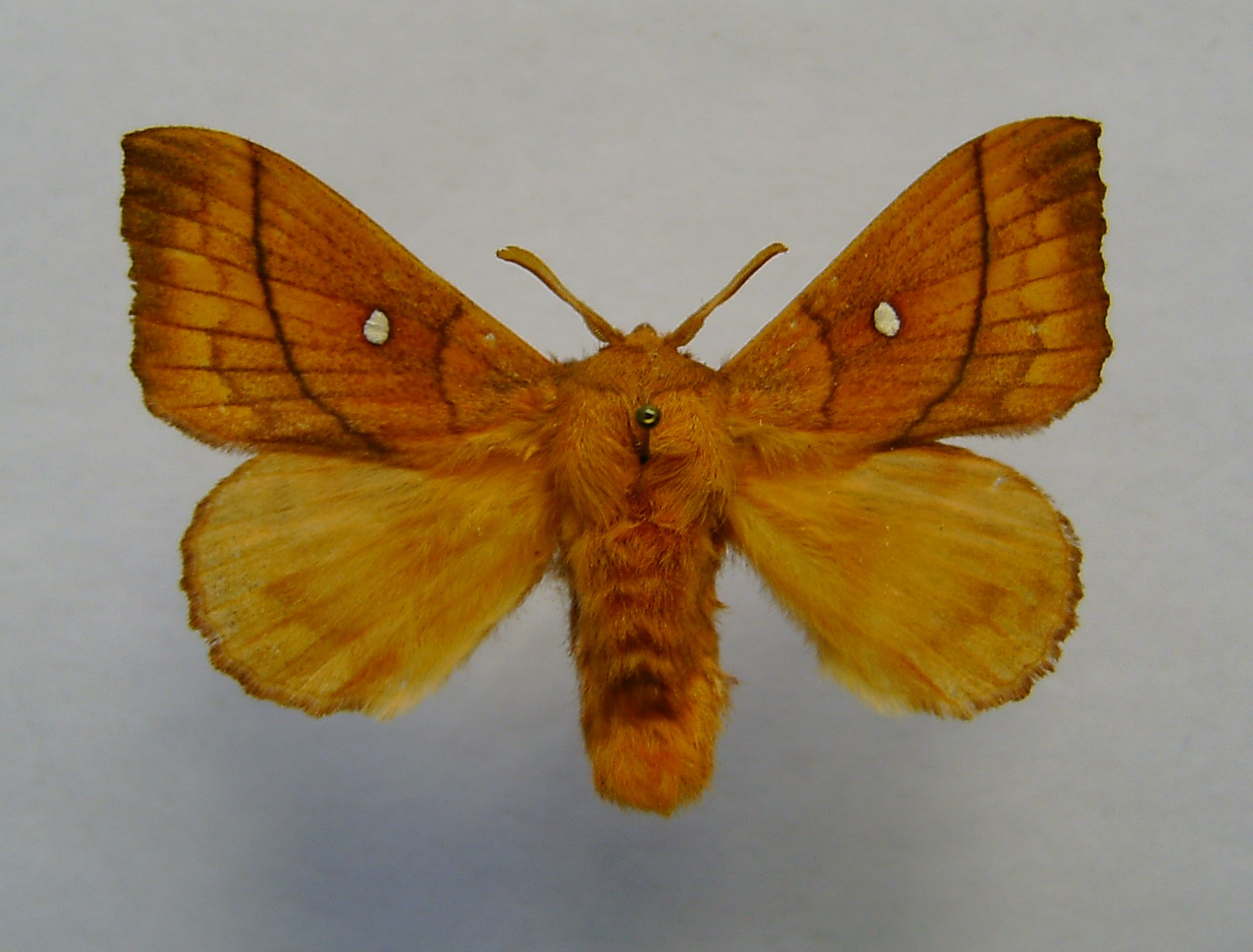